# FC Trollhättan
Der FC Trollhättan ist ein schwedischer Fußballverein in Trollhättan in der Provinz Västra Götalands län. Die derzeit in der dritthöchsten schwedischen Spielklasse auflaufende Mannschaft trat bisher zwei Spielzeiten in der zweitklassigen Superettan an.

## Geschichte
Der FC Trollhättan entstand am 16. Oktober 2001 aus der Fusion von Trollhättans IF und Trollhättans FK. In der folgenden Spielzeit gelang dem Klub die Meisterschaft in der Division 2 Västra Götaland, so dass er sich für die Aufstiegsrunde zur Superettan qualifizierte. Dort scheiterte die Mannschaft nach einem 3:2-Heimerfolg und einer 1:2-Auswärtsniederlage wegen der Auswärtstorregel an Falkenbergs FF. In den folgenden Jahren konnte sie nur noch Plätze im vorderen Mittelfeld belegen, ohne ins Aufstiegsrennen eingreifen zu können.
2005 erreichte der FC Trollhättan unter Trainer Jonas Olsson mit acht Punkten Rückstand auf den Staffelsieger Qviding FIF die Vizemeisterschaft und qualifizierte sich damit für die als dritte Liga neu eingeführte Division 1. Dort belegte die Mannschaft in den ersten Jahren Plätze im Mittelfeld der Tabelle, ehe 2008 der Aufstieg in die Zweitklassigkeit gelang. Dort schaffte die Mannschaft unter Trainer Lars-Olof Mattsson im ersten Jahr in der Relegation gegen Skövde AIK den Klassenerhalt, stieg aber im Folgejahr direkt ab. Unter dem neuen Trainer Jesper Ljung konsolidierte sich der Klub anschließend im mittleren Tabellenbereich der Division 1. Nach dem Abstieg am Ende der Drittliga-Spielzeit 2015 wechselte er als Fahrstuhlmannschaft im Jahreswechsel zwischen drittem und viertem Spielniveau.